# Паладије Еленопољски
Паладије Еленопољски (грч. Παλλαδιος της Ελενοπολεως; 360-420) - је хришћански епископ и писац, ученик светог Јована Златоустог.
Паладије је био родом из Галатије. 386. године, или мало касније посветио се монашком животу. Након тога, аскетски је живео на разним местима у Египту, где се састајао са монасима-пустињацима, проучавајући њихово аскетско искуство. Касније је отишао у Палестину, а 400. године изабран је за епископа Јеленополског у Битинији.
Најпознатији рад Палладија је рад "Лавсаик, или прича о животу светих и благословених отаца", који говори о животу хришћанских аскета из раног периода. Дело је написано око 419-420 година, за службу на византијском царском двору Лавс. Поред тога, Паладију се приписује и ауторство над делом “Дијалози о животу Хризостома”.
Умро је између 420. и 430. године.